# IFixit
iFixit — приватне підприємство, що займається публікацією онлайн-інструкцій по ремонту різної електроніки і продажем запасних частин. Засноване 2003 року Кайлом Вінсом і Люком Соулсом під час їхнього навчання у Каліфорнійському державному політехнічному університеті, штаб-квартира знаходиться у Сан-Луїс-Обіспо, Каліфорнія, США.
iFixit — це не лише приватна компанія, а й світова спільнота людей, які діляться онлайн інструкціями з ремонту, ноу-хау і допомагають у проведенні ремонту.
2010 року iFixit виграли нагороду як найдинамічніша онлайн-спільнота.

### Виноски
1. ↑  Eric A. Taub (20 липня 2010). Cooling Your Laptop, or Your Lap? (англ.). Нью-Йорк Таймс. Архів оригіналу за 21 вересня 2013. Процитовано 20 вересня 2013.
2. 1 2  Where we are coming from (англ.). iFixit. Архів оригіналу за 15 червня 2012. Процитовано 20 вересня 2013.
3. 1 2  Media info (англ.). iFixit. Архів оригіналу за 21 вересня 2013. Процитовано 20 вересня 2013.
4. ↑  Archive of Past SXSW Interactive Awards Winners. 2011 Community Category (англ.). SXSW. Архів оригіналу за 21 вересня 2013. Процитовано 20 вересня 2013. [Архівовано 21 вересня 2013 у Wayback Machine.]